# ランゲンブレッタハ
ランゲンブレッタハ (ドイツ語: Langenbrettach) は、ドイツ連邦共和国バーデン＝ヴュルテンベルク州ハイルブロン郡に属す町村（以下、本項では便宜上「町」と記述する）。1975年1月1日にブレッタハとランゲンボイティンゲンが合併して新しい自治体ブレッタハ＝ランゲンボイティンゲンが発足した後、1976年7月1日にランゲンブレッタハと改名した。

## 地理

### 位置
ランゲンブレッタハは、ハイルブロン郡東部、コッハー川支流のブレッタハ川沿いの標高170mから330mに位置する。

### 隣接する市町村
ランゲンブレッタハに隣接する市町村は、東から時計回りに、エーリンゲン、ブレッツフェルト（以上、ホーエンローエ郡）、エーバーシュタット、ノイエンシュタット・アム・コッハー、ハルトハウゼン・アム・コッハー（以上、ハイルブロン郡）である。ランゲンブレッタハはノイエンシュタット・アム・コッハー、ハルトハウゼン・アム・コッハーとともに行政共同体を形成している。

### 自治体の構成
ランゲンブレッタハは、ブレッタハ、ランゲンボイティンゲン、およびランゲンボイティンゲンに属す小集落ノイデックの各地区が1975年の自治体再編で合併して創設された。

## 歴史
ランゲンボイティンゲンに人が定住したのは紀元前1000年頃、ブレッタハのそれは紀元前360年頃と考えられている。紀元350年頃には、アレマン人の "Odoldinga" という名の入植地が形成された。500年頃に、Odoldingaの西にフランク人の入植地ブレッタハが創設された。ブレッタハ (Brettach)は、Breit ahaに由来し、「広い湿地」を意味する。ブレッタハは、1261年に初めて文献上で言及されているが、この村は、1504年にヴュルテンベルク家の所領に編入されるまで長い間ヴァインスベルク家の所領であった。
ランゲンボイティンゲンは、1600年頃にボイティンゲンとヴェイラーという2つの集落から発展した村で、19世紀の初めまでは、単にボイティンゲンと呼ばれていた。ボイティンゲンは、ロルシュ文書の855年の記述中で "Butinga in Bretachgowe" として初めて言及されている。
三十年戦争の時代には、ブレッタハはランツクネヒトによって何度も占領され、略奪され、焼き払われた。1635年にはペストがこの村を襲った。
1806年にボイティンゲンもヴュルテンベルク家の所領となり、ランゲンボイティンゲンの名で呼ばれるようになった。1809年にオーバーアムト・エーリンゲンに、1938年からはエーリンゲン郡に属した。1973年にランゲンボイティンゲンは、ブレッタハが属すハイルブロン郡に移管された。
1975年1月1日、ブレッタハとランゲンボイティンゲンは合併し、新しい自治体ブレッタハ＝ランゲンボイティンゲンが形成された。1976年7月1日に、この自治体はランゲンブレッタハと改名した。

### 宗教
1534年、ヴュルテンベルク公領に、したがってブレッタハにも、宗教改革がもたらされた。現在、ランゲンブレッタハの住民はプロテスタント信者が多数を占める。ブレッタハおよびランゲンボイティンゲンにはそれぞれ独自のプロテスタント教会組織がある。ランゲンボイティンゲンのマルティン教会は、ブレッタハガウの原始キリスト教会である。ブレッタハには、敬虔主義の信者組織もある。
ランゲンブレッタハをその影響下に置くノイエンシュタット・アム・コッハーの新使徒教会組織は、ブレッタハにその起源を持つ。

## 行政

### 議会
ランゲンブレッタハの議会は、Unechte Teilortswahlの原則（地区ごとに定員が割り振られている）に基づき選挙が行われる。定員15議席中、ブレッタハ地区に9議席、ランゲンボイティンゲンに6議席が割り当てられている。ランゲンボイティンゲンの議席中1議席は、ノイデックのために確保されている。
ランゲンボイティンゲン地区は、定員8名（ランゲンボイティンゲン7名、ノイデック1名）からなる独自の地区議会を有している。

### 紋章と旗
図柄: 青地に、銀（白）の斜め波帯（右上から左下）。その上部は金（黄色）のリンゴで左向き（向かって右向き）に金（黄色）の葉がついている（ブレッタハ・アプフェル）。下部は、左（向かって右）に塔を持つ金（黄色）の教会。
リンゴは、リンゴの品種の「ブレッタハ」を象徴している。この品種は、1911年にブレッタハで偶然産まれた品種で、20世紀中頃に広まった。教会は、ランゲンボイティンゲンの紋章から採られた。斜め波帯は、3つの地区を流れるブレッタハ川を表している。
町の色は、青と金である。

## 文化と見所

### 建築

#### ブレッタハ
- シャノフスキーの小城は、ヴュルテンベルク公の森林監督官を務めたノイエンシュタット・アム・コッハーの郷士ハインリヒ・シャノフスキー・フォン・ランゲナウが、1595年に建設した建物。1664年に、エバーハルト3世の弟であるヴュルテンベルク＝ノイエンシュタット公フリードリヒがこれを入手した。この小城は、18世紀以降私邸となっている。この建物にはシャノフスキー家の大紋章（1600年頃）が飾られている。
- 1518年の入り口をもつ自衛教会であるエギディウス教会は、おそらくアレマン人の聖地に起源を持つ古い教会である。中世盛期に壁を有する自衛教会となり、堀も造られた。この中には23のガーデンとよばれる施設が含まれていた。これは、収穫倉庫であったが、防衛施設の中にある住民の避難所としても役に立つようになっていた。1570年頃に堀が埋められ、水源から教会の泉までは暗渠となりリンデンプラッツができあがった。ガーデンは1578年から徐々に破壊・撤去され、現在では19世紀に監獄として利用されていたわずかな棟が遺されているだけである。防衛壁のペスト門とよばれる門は、三十年戦争のペストの頃に開通した。19世紀に教会の泉を覆っていた暗渠は全長17mに延長され、それに伴いリンデンプラッツも拡張された。教会の傍らに2つの戦争記念碑がある。この碑は、両世界大戦で犠牲になったこの町の人を記念して建てられたものである。リンデンプラッツには、1580年建造のルネサンス様式の玄関を持つ壁の遺構に一体化した木組み建築建っている。
- 修復された17世紀の水車。その近くには1730年にブレッタハ川に架けられた小さな石橋がある。
- ゲストハウスの Lamm には、かつての豪華な玄関と1601年の紋章が遺されている。
- これ以外のブレッタハに遺る歴史的な公共建造物として、1872年の学校、1888年の町役場が挙げられる。

Brettach
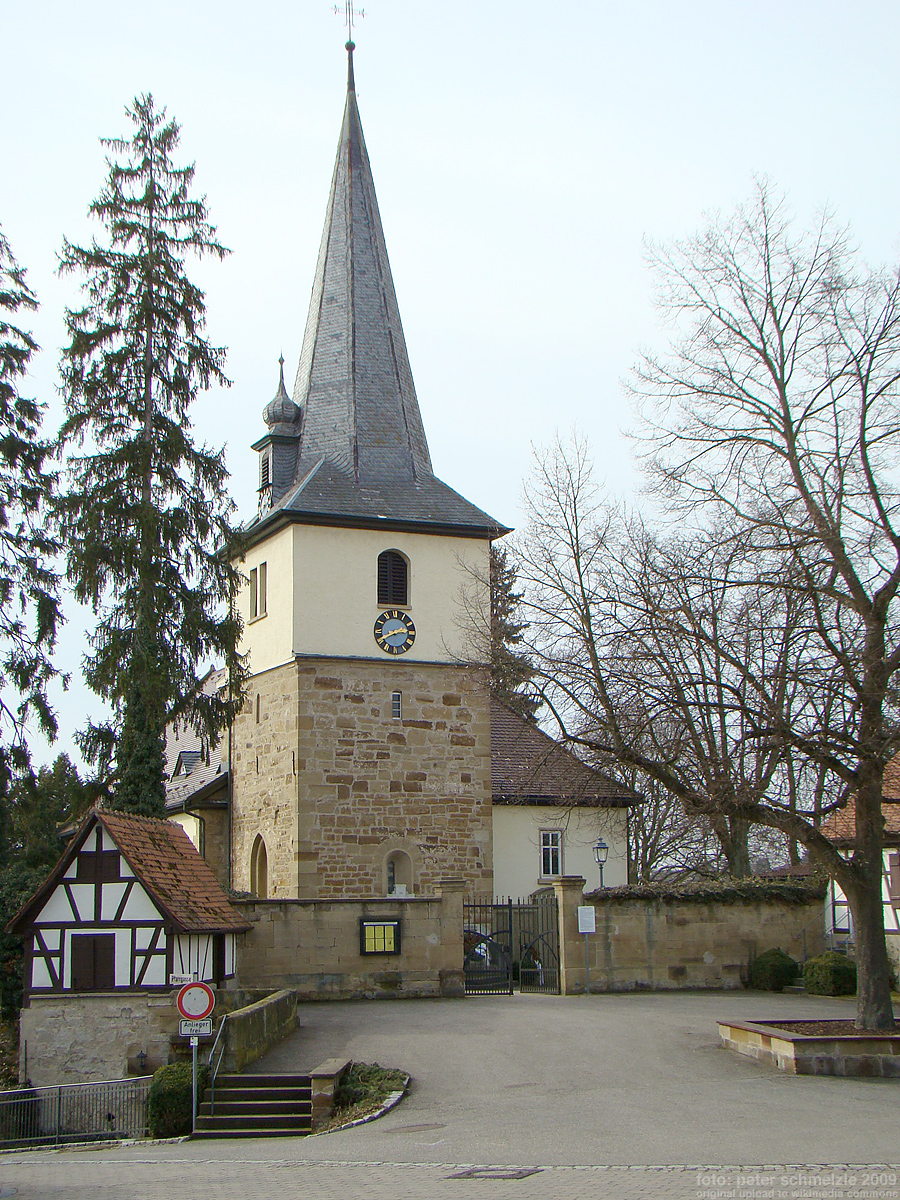
教会
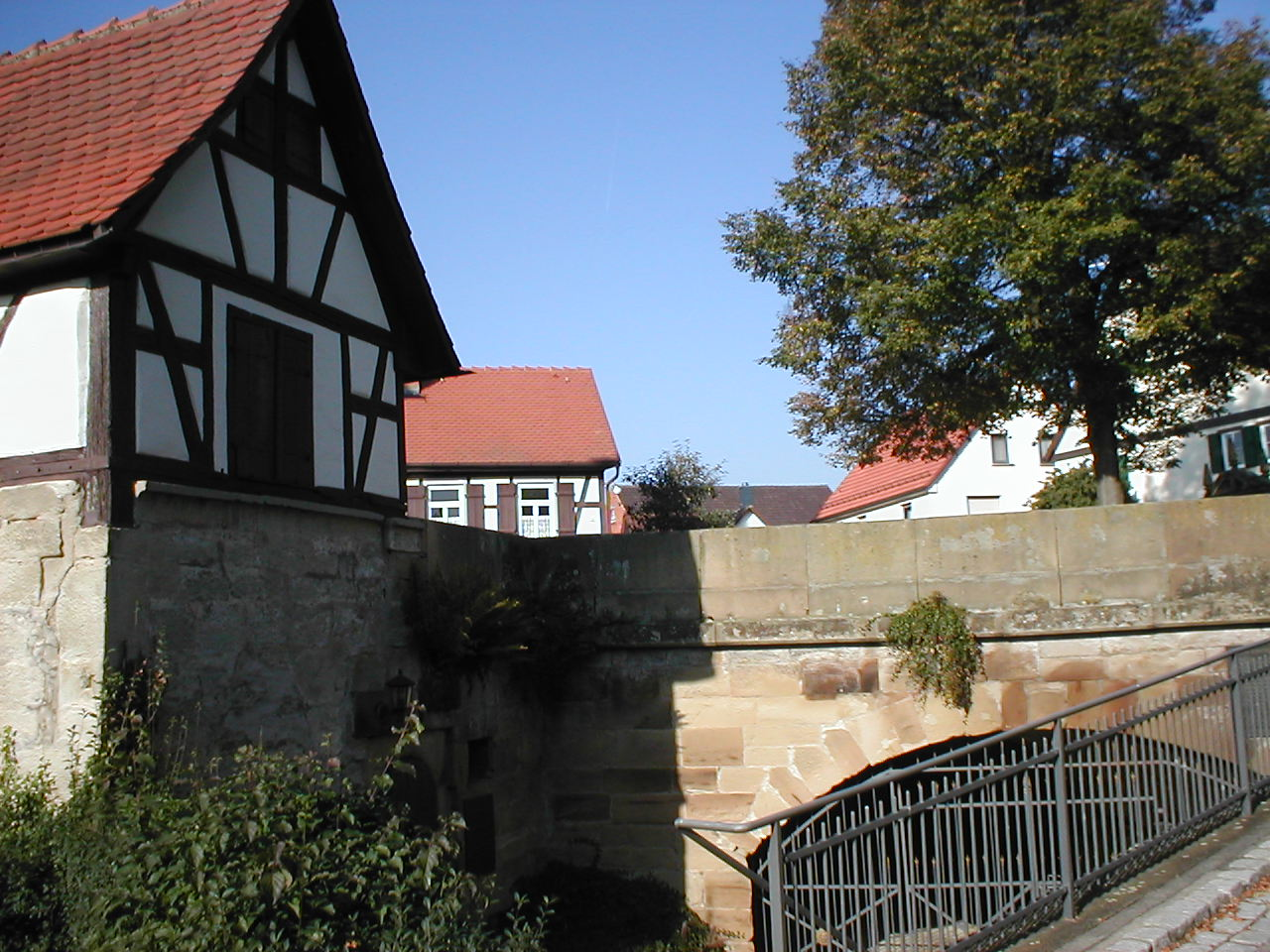
ガーデンと教会の泉
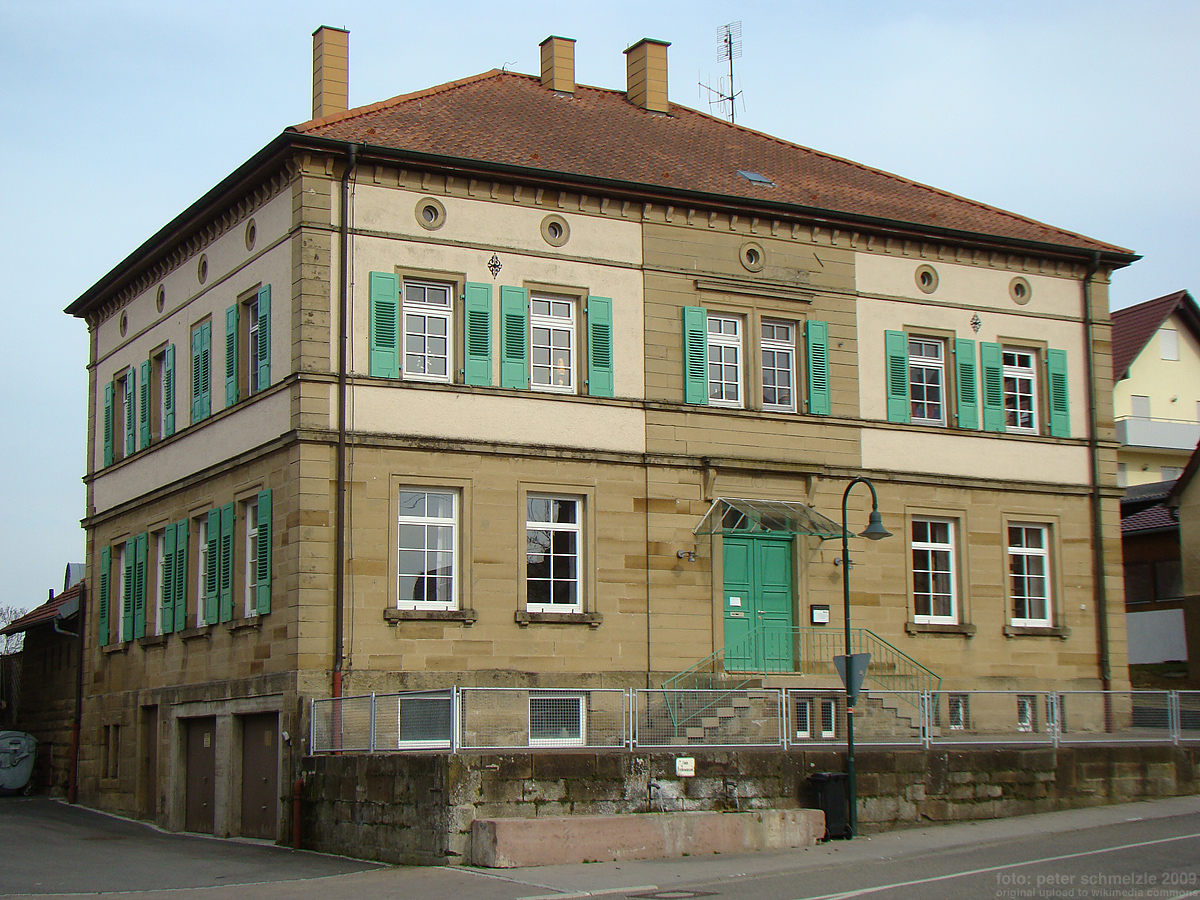
旧学校（1872年）
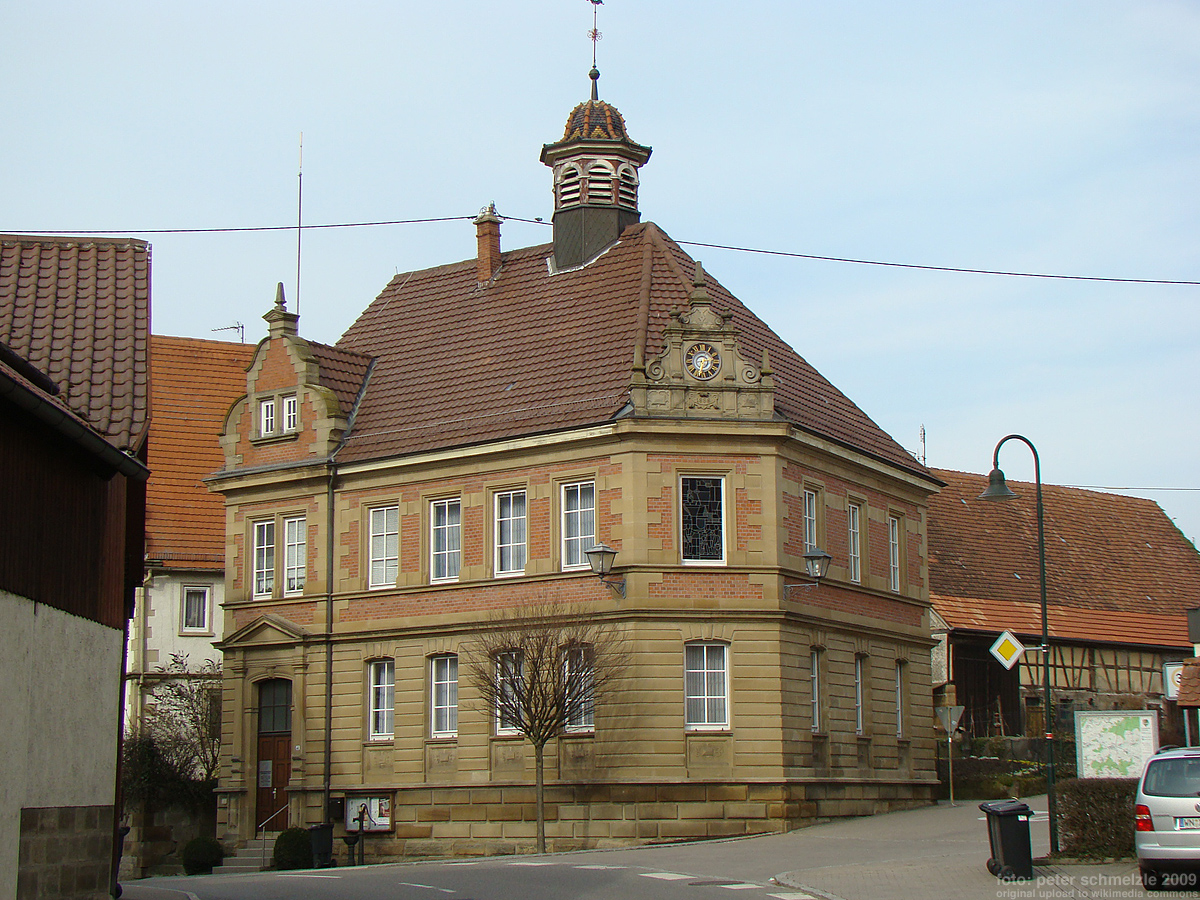
町役場（1888年）
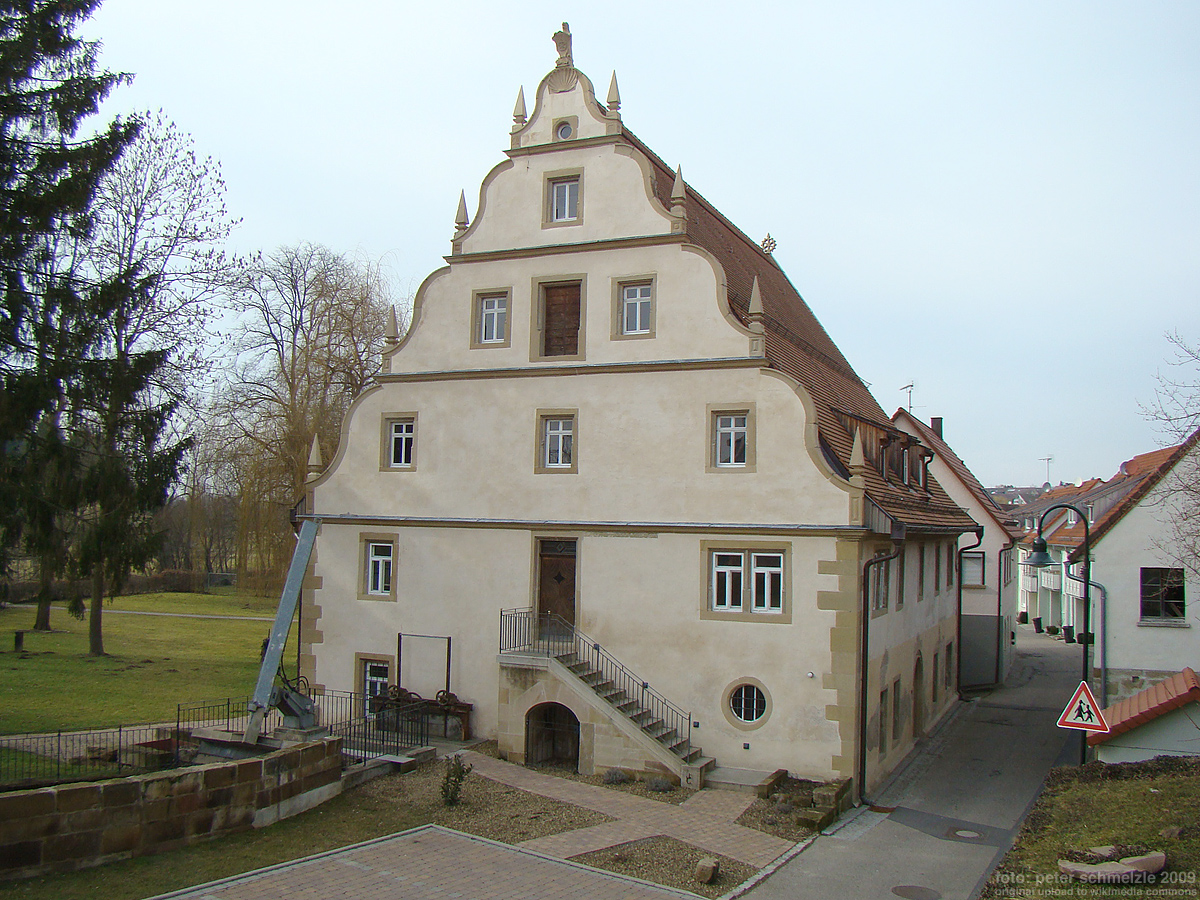
水車（17世紀）
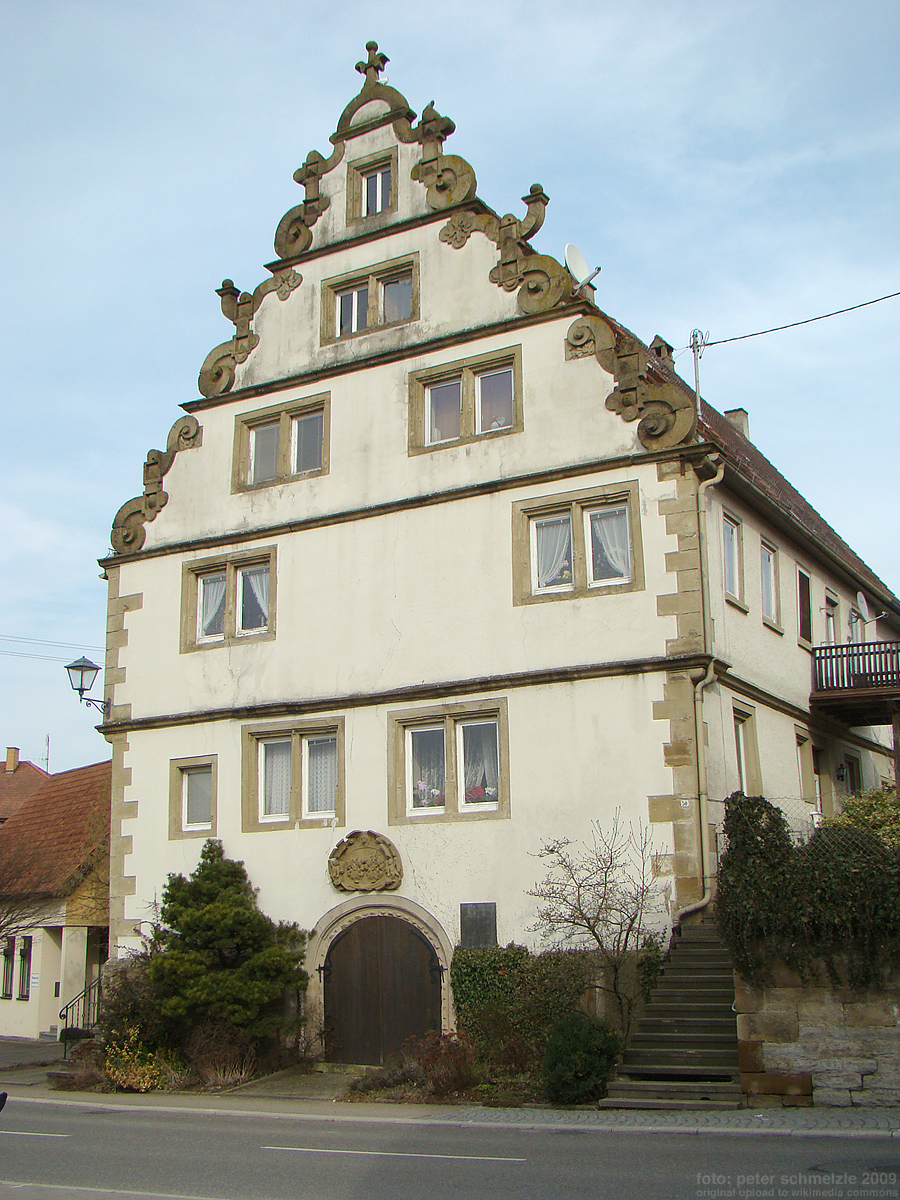
シャノフスキーの小城
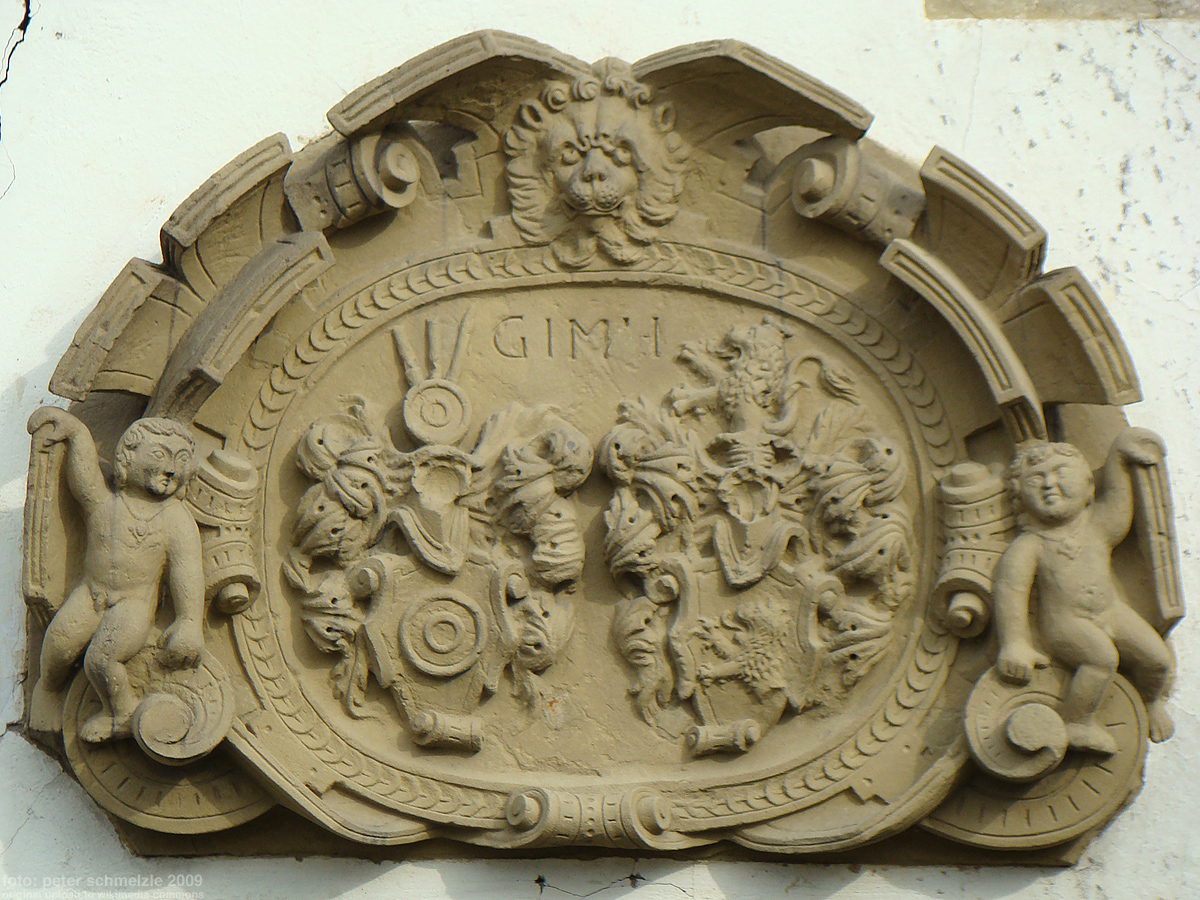
シャノフスキー家の紋章（1595年）

#### ランゲンボイティンゲン
- ウンテーレス・キルヒレ（下の小教会）。1354年に初めて記録されている。1512年に後期ロマネスク様式の建物が建てられた。1627年にアレマン風の木組みを持つ上層階が増築され、1830年にフランケン風の木組みを持つ塔が完成した。屋根裏は、2004年から「アルブレヒト・ゴースの部屋」として展示がなされている。
- オベーレ・キルヒェ（上の教会）。1609年の入り口を持つ。
- 1815年の飢饉の冬に植えられたフユボダイジュ。Tanzlinde（樹齢百年を越える菩提樹）として保護栽培されている。

Langenbeutingen
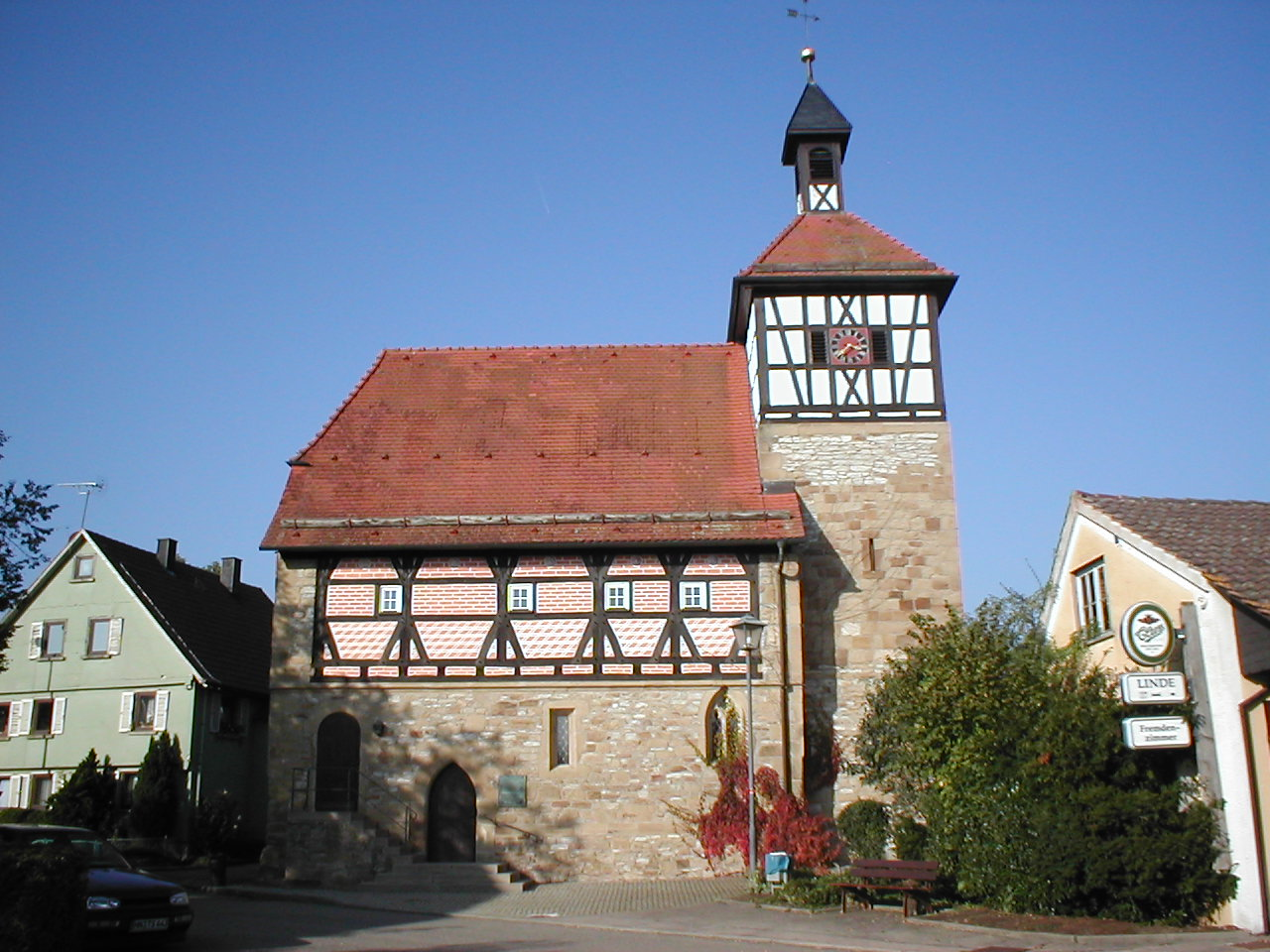
下の小教会
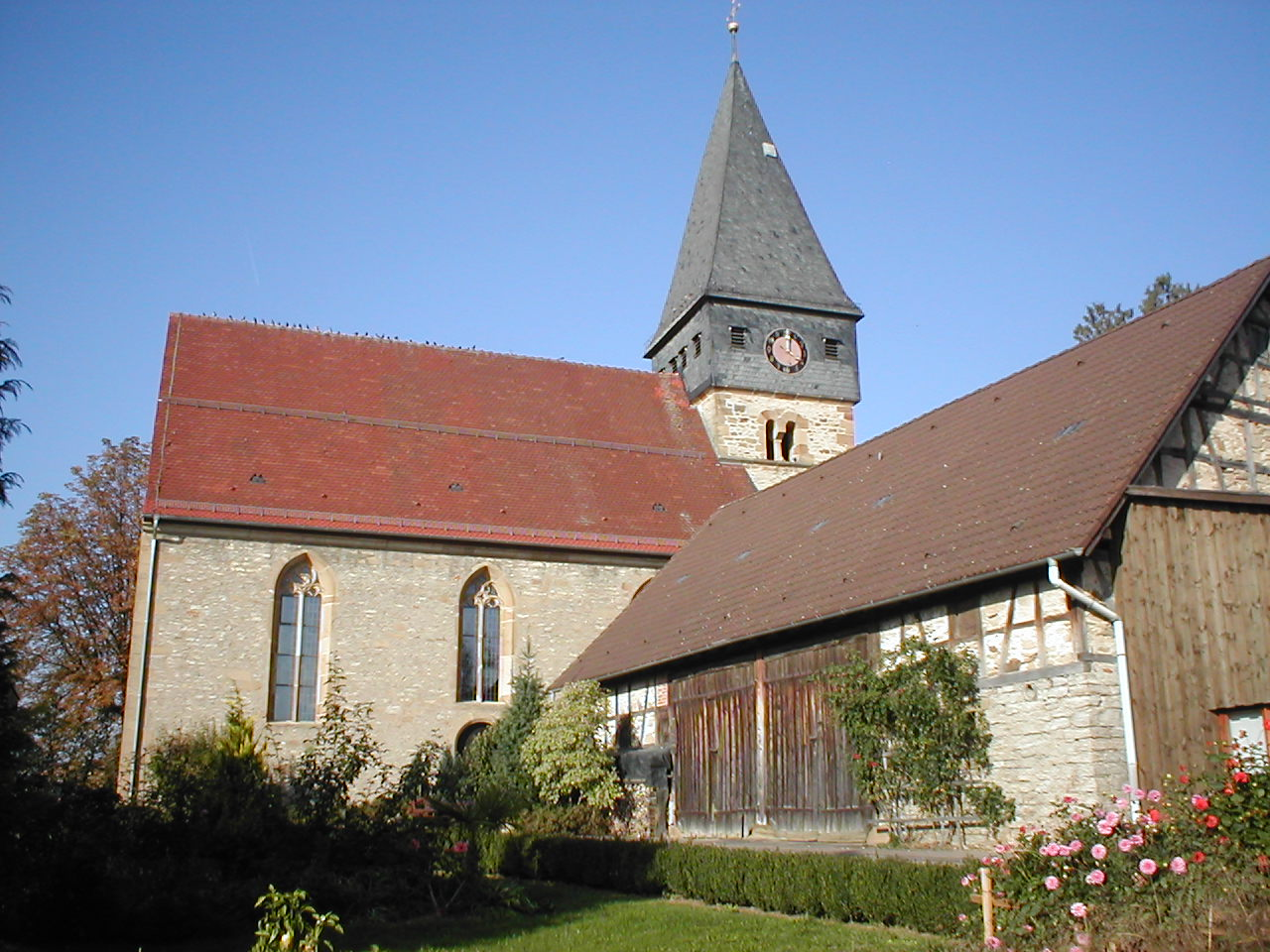
上の教会
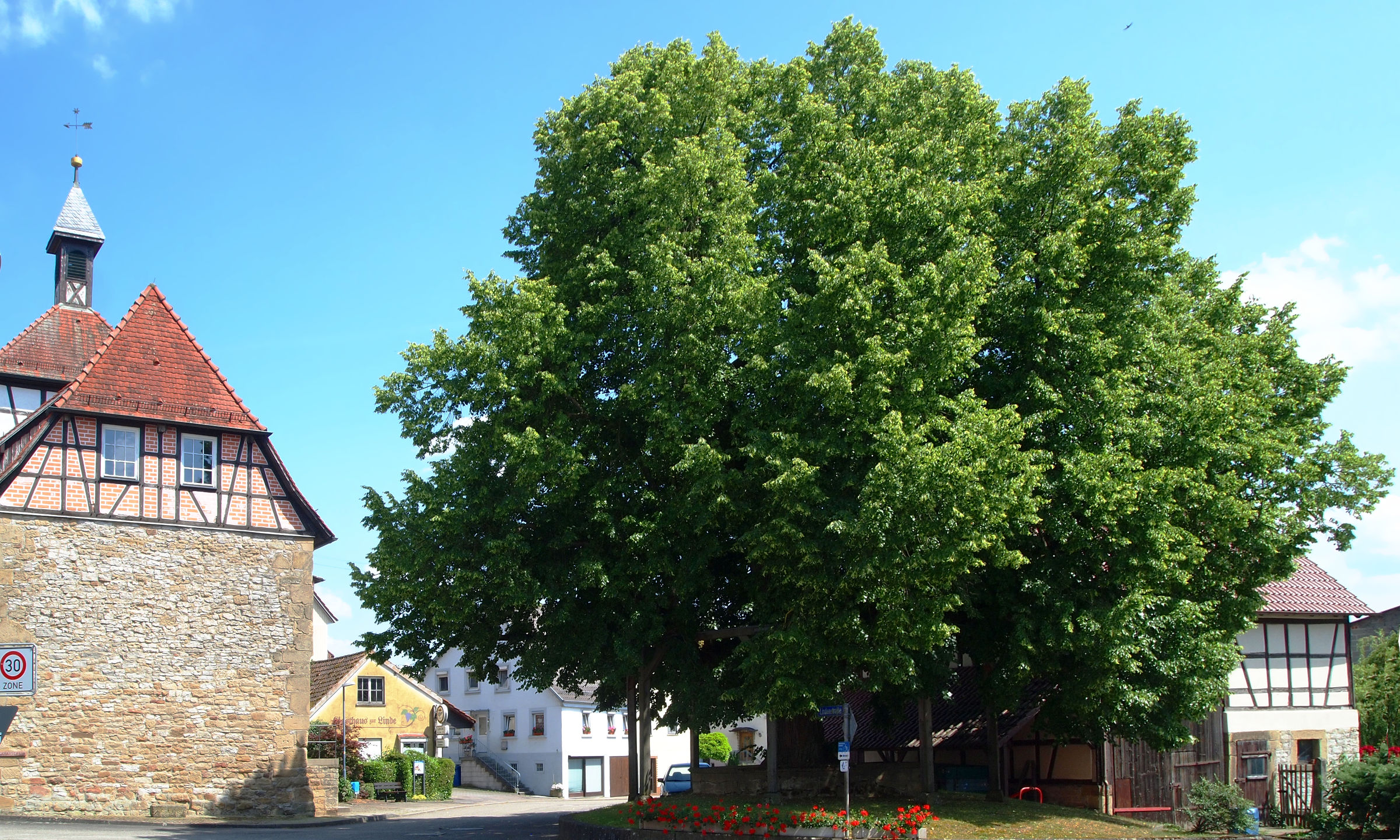
1815年に植えられた菩提樹

#### 年中行事
- ブレッタハ市: 1681年にブレッタハは市場の開催権を獲得した。それ以来、毎年9月の最終週の週末にブレッタハ市が開催されている。2日間の催し物には、バーデン＝ヴュルテンベルク州全域から約170軒が出店する雑貨市や、町のサークルが主催する情報や食べ物の屋台、遊園地などがある。

## 経済と社会資本

### 農業
ランゲンボイティンゲンは、ヴュルテンベルク・ワインのヴュルテンベルク・ウンターラント地方リンデルベルク大地区に属すワイン町である。

### 交通
遠距離道路を使ってランゲンブレッタハへは、アウトバーン A81号シュトゥットガルト – ヴュルツブルク線のインターチェンジNo.8 ノイエンシュタット・アム・コッハーから接続する郡道L1088号線をエーリンゲン方面へ走ると到着できる。別のルートとしては、A6号線のインターチェンジNo.40 エーリンゲンからL1088号線をノイエンシュタット方面へ向かうルートもある。
ランゲンブルクへは、ハイルブロンあるいはネッカーズルムから、HNVの地域バス路線620系統、624系統、625系統が通っている。ノイデックおよびランゲンボイティンゲンへは、途中のノイエンシュタット（リンデンプラッツ・バスステーション）で623系統に乗り換えなければならない。これらのバスは、月曜から金曜まではおおむね1時間に1本、最繁時には、30分に1本ほどの頻度であるが、週末の時刻表は、かなり運行頻度が低くなる。さらに、エーリンゲン駅からブレッタハ、コッハーシュタインスフェルト、ノイエンシュタット方面へ運行している49系統は、平日でも不規則な運行時間である。

### メディア
ランゲンブレッタハのニュースは、日刊紙 Heilbronner Stimmeの北東部版(NO)に掲載される。

### 公共施設
- ランゲンボイティンゲン屋外プール: ランゲンボイティンゲンには、町が経営する屋外プールがあり、5月から9月までオープンしている。施設は、1mと3mの飛び込み板をもつスイミングプール（コース長33.33m）、ウォーターシュートのある非競泳用プール、子供のために水遊びプールがある。特筆すべきは、Unterwasserblick（水面下の眺め）とよばれるプールである。水深の深いスイミングプールは地面を掘って造るのではなく、地面の上に置かれる形で造られている。このため、プールの壁に設けられた2つの窓から水の中を、まるで水族館のように、眺めることができる。

## 人物

### 出身者
- アルブレヒト・ゴース（1908年 – 2000年）作家、プロテスタント神学者

### ゆかりの人物
- イェルク・ゾンマー（1963年 – ）有名な幼児文学・児童文学作家。ランゲンボイティンゲンに住み、創作活動を行っている。

## 引用
1. ↑  Statistisches Landesamt Baden-Württemberg – Bevölkerung nach Nationalität und Geschlecht am 31. Dezember 2023 (CSV-Datei)